# Ana Pastor Julián
Pour les articles homonymes, voir Ana Pastor.
Ana María Pastor Julián, née le 11 novembre 1957 à Cubillos, est une femme d'État espagnole, membre du Parti populaire (PP).
Proche collaboratrice de Mariano Rajoy entre 1999 et 2002, elle devient cette année-là ministre de la Santé de José María Aznar. Après les législatives de 2004, elle entre à la direction du PP, puis est élue, en 2008, vice-présidente du Congrès des députés. En 2011, elle est nommée ministre de l'Équipement du gouvernement de Rajoy. Après les élections législatives de 2016, elle est élue présidente du Congrès des députés.

## Biographie

### Médecin fonctionnaire
Après avoir obtenu une licence de médecine et chirurgie à l'université de Salamanque et un master de santé publique, administration sanitaire et direction de l'entreprise, elle passe avec succès les concours de la fonction publique et intègre le corps supérieur de la santé publique et de l'administration sanitaire.
Après avoir été médecin urgentiste à Salamanque, Pontevedra, puis Ferrol, elle devient directrice générale des urgences de la province de Pontevedra, après quoi elle est promue directrice provinciale du service galicien de santé publique (SERGAS). Elle est ensuite nommée chef du service de planification de la délégation du département de la Santé de la Junte de Galice dans la province de Pontevedra.

### Proche collaboratrice de Mariano Rajoy
Désignée directrice générale de la mutualité générale des fonctionnaires civils de l'État (MUFACE) en 1996 par le nouveau ministre des Administrations publiques, Mariano Rajoy, elle est nommée sous-secrétaire du ministère de l'Éducation et de la Culture trois ans plus tard, quand Rajoy en prend la direction.
Aux élections générales de 2000, elle est élue députée du Parti populaire (PP) dans la circonscription de Pontevedra, sur la liste conduite par Mariano Rajoy, mais abandonne son siège lorsque ce dernier la choisit comme sous-secrétaire du ministère de la Présidence, dont il vient alors de prendre la tête. À la suite de la nomination de Rajoy au poste de ministre de l'Intérieur, en 2001, elle le suit pour occuper le sous-secrétariat du ministère.

### Ministre de la Santé
Lors du remaniement du 10 juillet 2002, Ana Pastor devient ministre de la Santé et de la Consommation, étant la première médecin à diriger ce département ministériel. Elle reste en poste jusqu'aux élections générales de 2004, remportées les socialistes et au cours desquelles elle retrouve son siège de députée.

### Parcours parlementaire
Elle intègre alors la commission du Développement international du Congrès des députés, puis est désignée secrétaire exécutive de la Politique sociale et du Bien-être du Parti populaire lors du congrès du mois d'octobre suivant.
Désignée porte-parole du PP à la commission du Travail et des Affaires sociales en 2007, elle est réélue députée aux élections générales de 2008. Le 1er avril, elle se présente contre le socialiste José Bono à la présidence du Congrès, mais échoue avec seulement 152 voix sur 350, dix-huit de moins que son adversaire. Elle est alors élue deuxième vice-présidente de l'assemblée.
À peine deux mois plus tard, elle est désignée coordinatrice de la Participation sociale de la nouvelle direction du PP, toujours présidée par Mariano Rajoy.

### Ministre de l'Équipement
À la suite de la victoire du PP aux élections générales anticipées du 20 novembre 2011, elle est nommée, le 22 décembre, ministre de l'Équipement dans le premier gouvernement de Mariano Rajoy.

### Présidente du Congrès des députés
Le 18 juillet 2016, elle est désignée candidate à la présidence du Congrès des députés par Rajoy, le vote devant se tenir le lendemain et alors que le PP dispose d'un accord de soutien réciproque avec Ciudadanos.
Elle est élue au second tour par 169 voix, contre 155 au candidat socialiste Patxi López. Le matin même, elle est relevée de ses responsabilités ministérielles et le ministre de la Justice Rafael Catalá est chargé de l'expédition des affaires courantes du ministère de l'Équipement.